# Guardia Mora

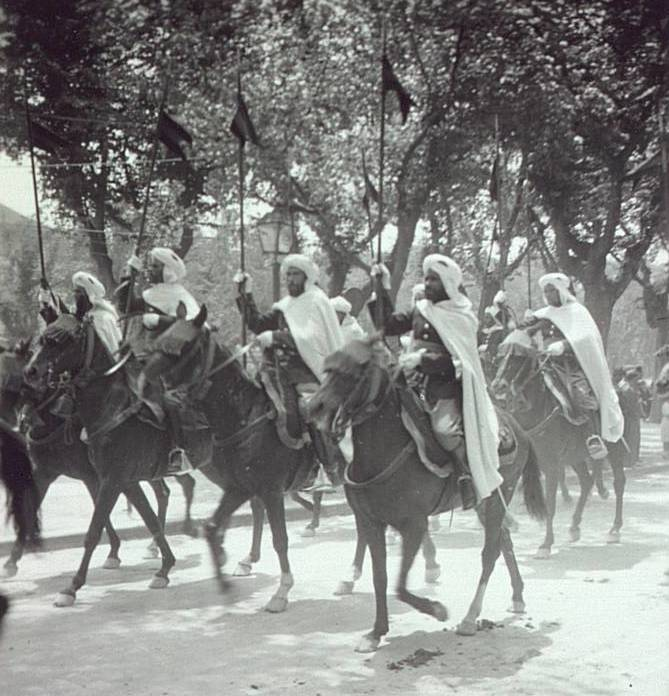
La Guardia Mora durante la guerra civil española.

La Guardia Mora fue una unidad militar de élite de origen marroquí que ejerció las funciones de guardia personal del jefe del Estado español Francisco Franco durante la guerra civil española y los primeros años de su régimen. Estaba formada por soldados selectos de entre las fuerzas del Ejército de África y se caracterizaron por sus pomposos uniformes.

## Historia
Estaba formada por soldados selectos de religión musulmana provenientes del ejército de África. Tiene sus orígenes en la Guerra civil española, después de que el general Francisco Franco se convirtiera en comandante del Ejército de África. Al frente de esta unidad, Francisco Franco logró trasladarse al otro lado del estrecho de Gibraltar, desde donde sus unidades comenzaron a avanzar hacia Madrid. Ya en octubre de 1936, cuando fue nombrado Jefe del Estado durante un acto oficial en Burgos, Franco acudió al evento acompañado por una escolta formada por soldados marroquíes montados a caballo. A partir de entonces, Franco comenzó a asistir a los eventos públicos flanqueado por una gran escolta de guardias marroquíes. El historiador británico Paul Preston ha señalado que la Guardia mora se convirtió en un símbolo en sí y en el mejor ejemplo del nuevo poder que se estaba construyendo en torno a la figura de Franco.

Y allí estaban ellos, los feroces guerreros de turbante y gritos a Alá, pisando la ciudad que no pudieron tomar en 1936. «¡Que vivan los moros!», coreaban a garganta llena algunos jóvenes al paso de los batallones de Regulares traídos para la guerra desde el protectorado marroquí. Ayudaron a Franco en su cruzada contra el ateo infiel, murieron «como chinches» en los frentes donde la lucha fue más encarnizada («Degollé a tanta gente y con tanto frenesí», recordaba décadas más tarde en Tetuán el ex combatiente Maadani, «que creí que me había vuelto loco») y ahora que el pueblo los aclamaba, los supervivientes se calcula que murieron más de 5.000, mutilados aparte creían empezar a saborear las mieles del triunfo. Las arengas de Franco habían sido inequívocas: «Cuando florezcan los rosales de la victoria, nosotros os entregaremos las mejores flores». O aquellas promesas de abril de 1937: «Valientes soldados marroquíes, os prometo que cuando acabe la contienda a los mutilados les daré un bastón de oro».

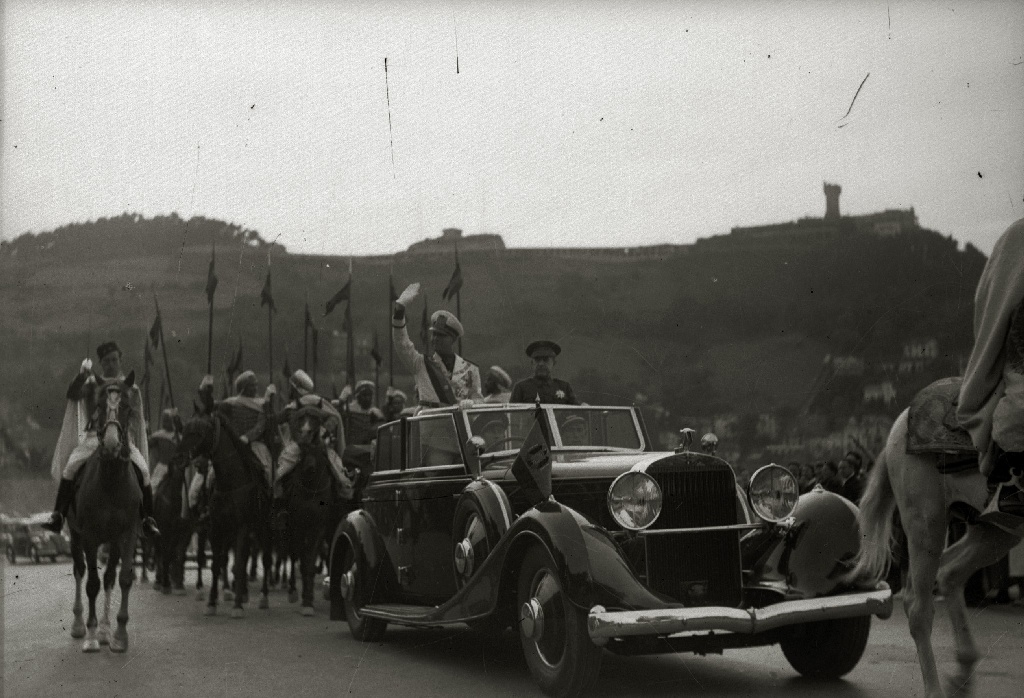
Francisco Gómez-Jordana Sousa y el Conde Ciano, escoltados por la Guardia mora durante una visita a San Sebastián en 1939.

Reflejo del creciente poder que su Guardia pretoriana adquirió en la España franquista, la confianza que Franco puso en esta particular guardia personal le llevó a prohibir cualquier tipo de imágenes o comentarios que denigraran a los soldados marroquíes de esta institución de cara al público español. Tras el final de la Guerra civil, una parte del Ejército de África fue licenciado o regresó al Protectorado de Marruecos, pero un selecto grupo de soldados y oficiales permanecieron en la península, como guardia de protección del Jefe del Estado. Cuando Franco trasladó su residencia oficial a Madrid, la Guardia Mora también le siguió, y una vez establecidos en la capital llegaron a contar con un acuartelamiento permanente en el Palacio de El Pardo, residencia oficial del dictador.
La Guardia mora fue disuelta en 1956, tras la independencia de Marruecos.